# Acacia polypyrigenes
Acacia polypyrigenes é uma espécie de leguminosa do gênero Acacia, pertencente à família Fabaceae.